# پویل
پویل (به انگلیسی: Poyle) یک روستا در بریتانیا است که در انگلستان واقع شده‌است.